# Chthonius magnificus
Chthonius magnificus är en spindeldjursart som beskrevs av Beier 1938. Chthonius magnificus ingår i släktet Chthonius och familjen käkklokrypare. Inga underarter finns listade i Catalogue of Life.